# Musikåret 1956

## Händelser
- 24 maj – Lys Assias låt Refrain vinner årets upplaga av Eurovision Song Contest för Schweiz i Lugano [1].
- 21 november – Allan Petterssons Symfoni nr 3 uruppförs i Göteborg under ledning av Tor Mann.
- 14 december – Karl-Birger Blomdahls opera Aniara efter Harry Martinsons versepos uppförs i SR. Den skapar starka reaktioner efter våldsam debatt om modern konstmusik[2].

### Okänt datum
- Ivo Malec gör sitt första elektroakustiska musikverk, Mavena,[3] till en dikt med samma namn av surrealistpoeten Radovan Ivšić.
- Verve Records grundas av Norman Granz i USA.
- Telefunken slutar ge ut skivmärket Musica i Sverige.[4]

## Priser och utmärkelser
- Medaljen för tonkonstens främjande – Daniel Fryklund

## Årets album
Vänligen sortera soloartister på efternamn, musikgrupper på förstabokstaven (utan engelskans "The" och "A")
- Miles Davis – 'Round About Midnight
- Billie Holiday – Lady Sings the Blues
- Billie Holiday – Velvet Mood
- Elvis Presley – Elvis
- Elvis Presley – Elvis Presley
- Sonny Rollins – Saxophone Colossus

## Årets singlar och hitlåtar
Vänligen sortera soloartister på efternamn, musikgrupper på förstabokstaven (utan engelskans "The" och "A")
- Harry Belafonte – Mary's Boy Child
- Doris Day – Whatever Will Be, Will Be (Qué Será, Será)
- Lars Lönndahl – Man måste vara två
- Elvis Presley – Heartbreak Hotel / I Was The One
- Elvis Presley – I Want You, I Need You, I Love You / My Baby Left Me
- Elvis Presley – Don't Be Cruel / Hound Dog
- Elvis Presley – Love Me Tender / Anyway You Want Me (That's How I Will Be)
- Elvis Presley – Love Me / When My Blue Moon Turns Gold Again
- Frank Sinatra – Hey! Jealous Lover

## Födda
- 13 januari – Birgitta Egerbladh, svensk koreograf, kompositör och dansare.
- 18 januari – Tom Bailey, brittisk sångare och musiker i Thompson Twins.
- 31 januari – Johnny Rotten, eg. John Lydon, brittisk musiker, sångare i Sex Pistols.
- 13 februari – Peter Hook, basist i först Joy Division sedan i New Order.
- 15 februari – Nils Landgren, svensk musiker, trombonist.
- 15 februari – Marie Samuelsson, svensk tonsättare.
- 18 februari – Ted Gärdestad, svensk artist.
- 19 februari – Alan Haynes, amerikansk bluessångare och gitarrist.
- 29 februari – Knut Agnred, svensk revyartist och sångare.
- 23 mars – Lars Ekström, svensk tonsättare.
- 14 april – Barbara Bonney, amerikansk operasångare.
- 1 maj – Rolf Martinsson, svensk tonsättare.
- 13 maj – Staffan Hellstrand, svensk pop- och rockstjärna.
- 29 maj – La Toya Jackson, amerikansk sångare, bakgrundssångare i The Jackson Five.
- 14 juni – King Diamond, dansk heavy metal-sångare.
- 26 juni – Chris Isaak, amerikansk rockmusiker, sångare, gitarrist och skådespelare.
- 15 juli – Ian Curtis, brittisk musiker, sångare i Joy Division.
- 18 juli – Mikael Wendt, svensk schlagerkompositör, musiker och producent.
- 9 augusti – Mona Gustafsson, svensk dansbands- och countrysångare.
- 18 augusti – John Debney, amerikansk filmmusikkompositör.
- 26 augusti – Sally Beamish, brittisk tonsättare.
- 29 augusti – GG Allin, amerikansk punksångare.
- 4 september – Blackie Lawless, amerikansk musiker, sångare och frontman i W.A.S.P.
- 13 oktober – Carl Michael von Hausswolff, svensk konstnär och tonsättare.
- 17 oktober – Anne-Lie Rydé, svensk sångare och skådespelare.
- 27 oktober – Ann Rosén, svensk tonsättare och musiker.
- 4 november – Jordan Rudess, amerikansk musiker, har spelat i Dream Theater och Liquid Tension Experiment.
- 6 december – Randy Rhoads, amerikansk gitarrist.
- 16 december – Ivana Spagna, italiensk skivproducent och sångare.
- 19 december – Jens Fink-Jensen, dansk författare, poet, fotograf och kompositör.
- 23 december – Dave Murray, gitarrist i Iron Maiden.
- okänt datum – Madeleine Isaksson, svensk tonsättare.

## Avlidna
- 5 januari – Mistinguett, 80, fransk sångare och dansare.
- 4 februari – Peder Gram, 74, dansk kompositör.
- 15 maj – Hermann Ludwig Blankenburg, 79, tysk kompositör av marschmusik.
- 17 augusti – Sven Arefeldt, 47, svensk textförfattare, sångare, kompositör och musiker (pianist).
- 17 oktober – Elis Ellis, 77, svensk skådespelare, regissör, kompositör och manusförfattare.
- 23 oktober – Sven Sköld, 57, svensk kompositör, arrangör, musiker (cello) och dirigent.
- 4 november – Art Tatum, 47, amerikansk jazzpianist.
- 18 november – Sonja Rolén, 60, svensk skådespelare och sångare.
- 26 november – Tommy Dorsey, 51, amerikansk jazztrombonist och storbandsledare.

### Fotnoter
1. ↑  Poplight - Eurovision Song Contest Arkiverad 12 juli 2011 hämtat från the Wayback Machine..
2. ↑  Sverige 1900-talet – 1956, NE, Bra Böcker, 2000
3. ↑  Kronologisk verkförteckning på Ivo Malecs hemsida. (ivo-malec.fr)
4. ↑  ”78:or & film”. http://78-varv.atspace.cc/musica.htm. Läst 3 juni 2011.